# Jean Marsh
Jean Lyndsey Torren Marsh, känd som Jean Marsh, född 1 juli 1934 i Stoke Newington i Hackney, London, död 13 april 2025 i London, var en brittisk skådespelare, författare och manusförfattare. Marsh är troligen främst känd för sin roll som Rose Buck i tv-serien Herrskap och tjänstefolk, en serie hon skapade tillsammans med Eileen Atkins. Hon var även med och skapade tv-serien Huset Eliott. Hon spelade också roller i Cleopatra (1963), Doctor Who (1963), Frenzy (1972), Örnen har landat (1976), Hämnd ur det förflutna (1980), Return to Oz (1985) och Willow (1988). Marsh var även med i den brittiska serien The Ghost Hunter.

## Filmografi i urval
- 1963 – Cleopatra
- 1965-1989 – Doctor Who (TV-serie)
- 1970 – Jane Eyre (TV-film)
- 1972 – Frenzy
- 1971–1975 – Herrskap och tjänstefolk (TV-serie)
- 1976 – Örnen har landat
- 1980 – Hämnd ur det förflutna
- 1982 – 9 till 5 (TV-serie)
- 1983 – Kärlek ombord (TV-serie)
- 1985 – Return to Oz
- 1988 – Willow
- 1993 – Mord och inga visor (TV-serie)
- 1996 – Den gula hästen (TV-film)
- 2003 – The Mayor of Casterbridge (TV-serie)
- 2010–2012 – Upstairs Downstairs (TV-serie)